# Ганско-испанские отношения
Отношения между Ганой и Испанией — двусторонние и дипломатические отношения между этими двумя странами. У Ганы есть канцелярия в Мадриде, и консульство в Барселоне. У Испании есть посольство в Аккре.

## Дипломатические отношения
Испания установила дипломатические отношения с Республикой Гана 10 ноября 1967 года. С тех пор отношения между двумя странами были сердечными. В последние годы можно наблюдать рост взаимного интереса, что было продемонстрировано ганской стороной в 2004 году с открытием посольства в Мадриде, а испанской стороной в 2008 году с открытием Экономического и коммерческого офиса в Аккре.
Двусторонние отношения основаны на хорошем имидже Испании в Гане и стремлении внешней политики Испании увеличить эффективное присутствие Испании в Африке, и особенно в Западной Африке.

## Экономические отношения
Традиционно неважные экономические отношения начали приобретать значение в 2011 году как в сфере инвестиций, так и в торговле товарами или услугами. Гана всё больше привлекает к себе внимание испанских компаний.

## Сотрудничество
Гана традиционно не была приоритетной страной для испанского сотрудничества и не указана в качестве таковой в Генеральном плане (2012-2016). Поэтому двустороннее испанское сотрудничество является недостаточным. Однако указанный Генеральный план указывает, что «Западная Африка будет считаться приоритетным регионом для испанского сотрудничества», что «запустит региональную программу сотрудничества, наделенную структурой, с многосторонней (ЭКОВАС) и двусторонней сторонами», а также что «будут усилены механизмы, которые позволят странам максимально использовать многосторонние средства, выделяемые региону».